# Pavé de Quiévy à Saint-Python
Der Sektor Pavé de Quiévy à Saint-Python ist ein 3700 Meter langer mit Kopfsteinen gepflasterter Weg, welcher bei Paris–Roubaix von Quiévy in Richtung einer Einzelsiedlung namens Ferme de Fontaine au Tertre befahren wird.

## Charakteristik
Der Sektor Pavé de Quiévy à Saint-Python ist mit der Schwierigkeitsstufe von 4 Sternen ausgezeichnet. Das Kopfsteinpflaster befindet sich in einem überwiegend guten Zustand, jedoch ist der Sektor mit dem Sektor Pavé d’Hornaing à Wandignies-Hamage der längste Abschnitt bei Paris–Roubaix. Der letzte Teil des Sektors wurde 2007 neu asphaltiert. Die ersten 500 m leicht abfallend und anschließend die nächsten 800 m wieder leicht ansteigend. Nach der circa 115° starken Rechtskurve verläuft die Strecke weitgehendst eben und steigt die letzten 500 Meter mit 3–3,5 % Steigung an. Interessanterweise biegt die Strecke von der D113 kommend auf den Sektor und kommt wieder bei der Ferme de Fontaine au Tertre wieder zurück auf die D113. Weiterhin verläuft der zweite Teil des Sektors (nach dem Rechtsknick) auf einer offiziellen französischen Departementsstraße (entspricht in etwa den deutschen Kreisstraßen und Landesstraßen) der D134 und vermutlich ist dieser Abschnitt der einzige auf welchen dies zutreffen dürfte.

## Geschichte
Der Sektor wurde erstmalig 1973 befahren. Der Sektor wurde während der vierten Etappe der Tour de France 2015 in umgekehrter Fahrtrichtung befahren, ebenso bei Paris–Roubaix 2018.

## Bildergalerie

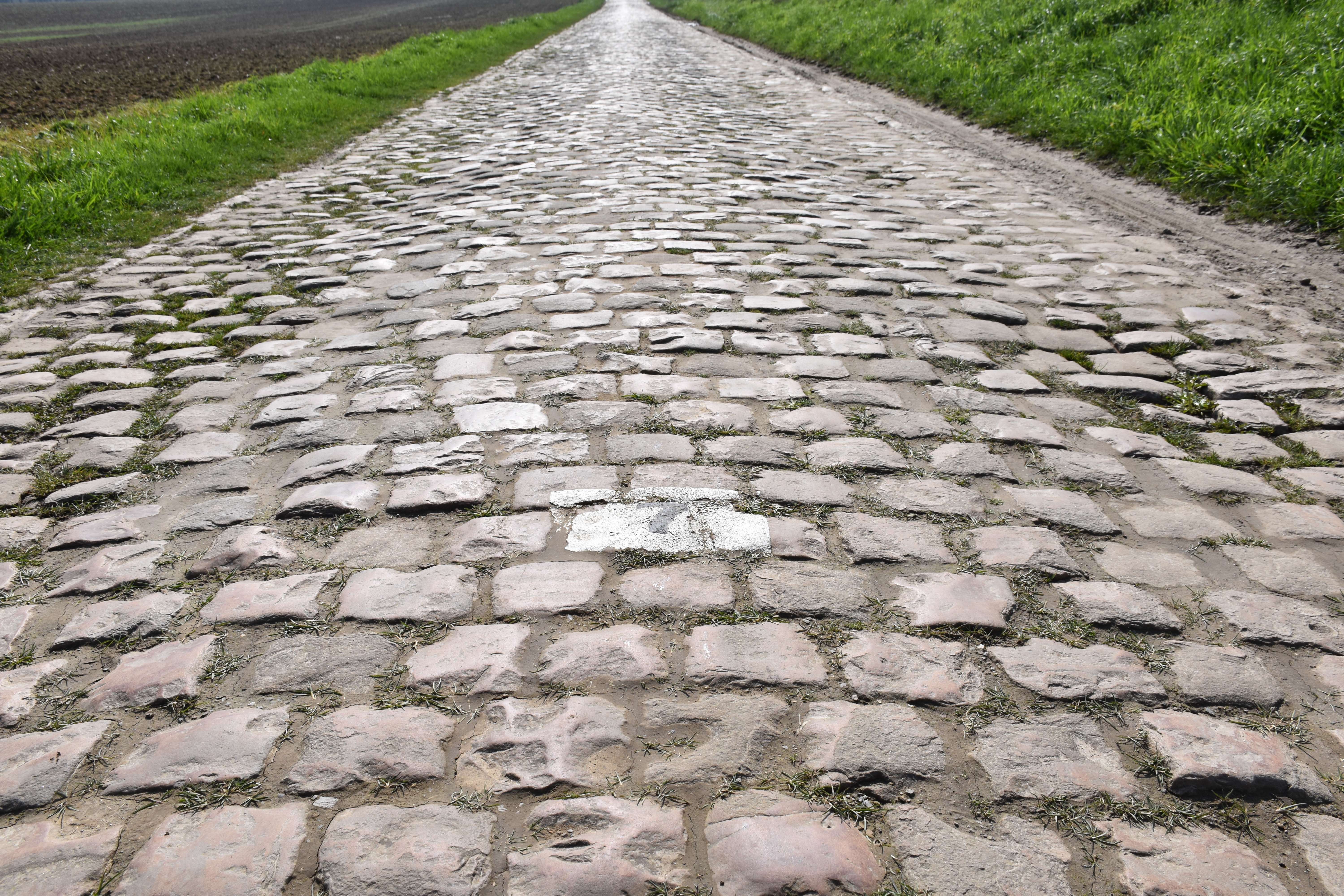
Sektor Pavé de Viesly à Quiévy
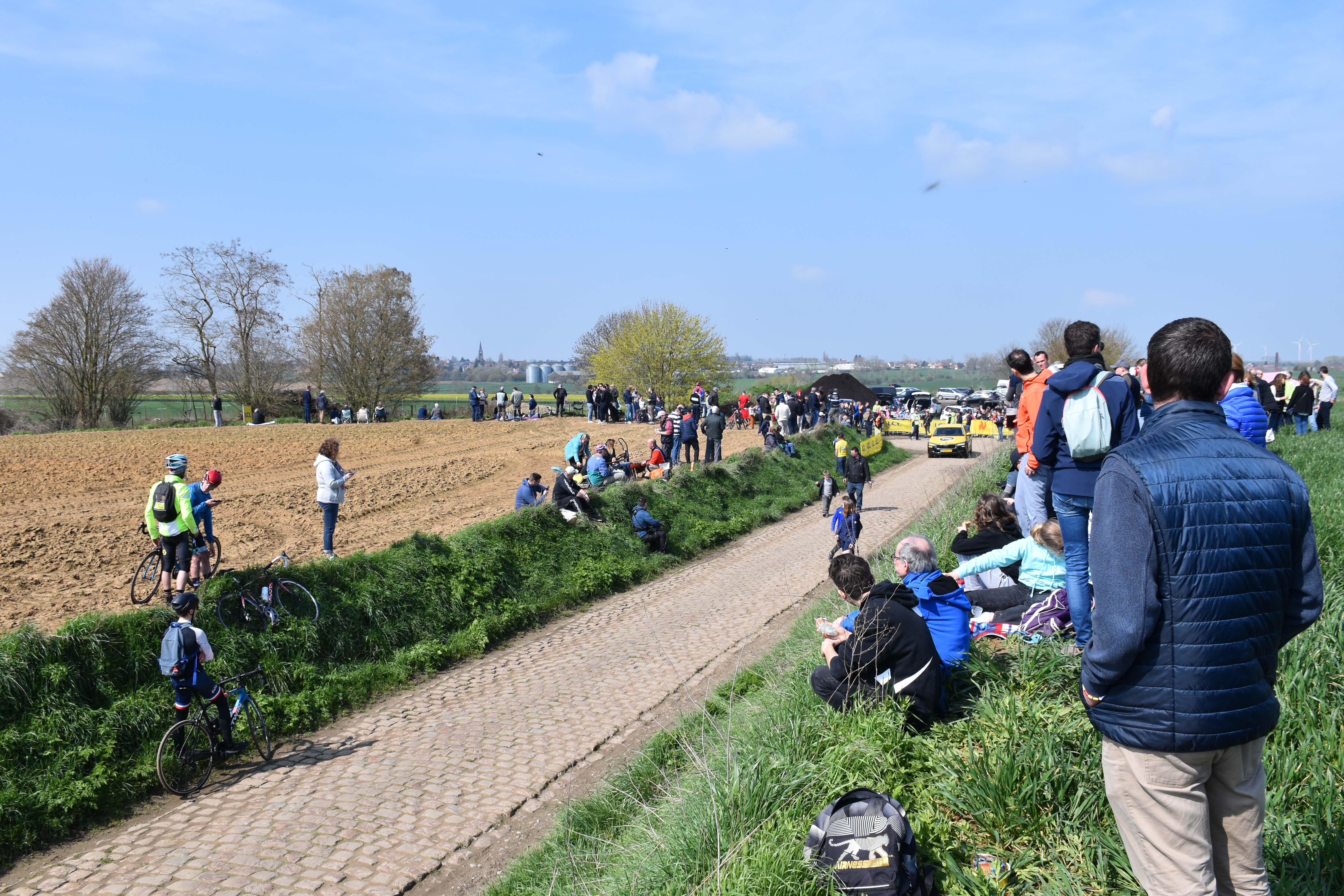
Rechtskurve im Sektor Quiévy à Saint-Python
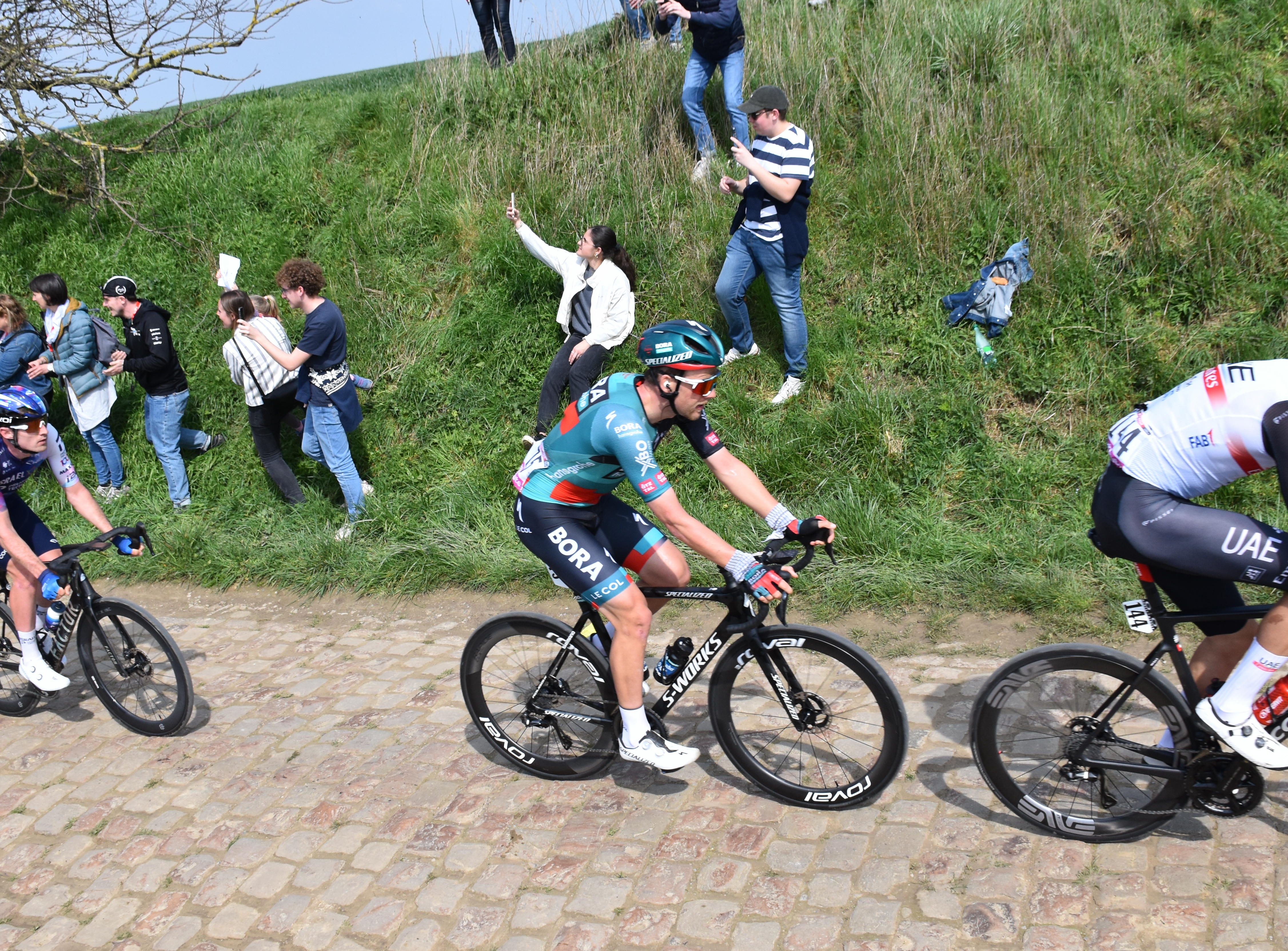
Jonas Koch im Sektor Quiévy à Saint-Python
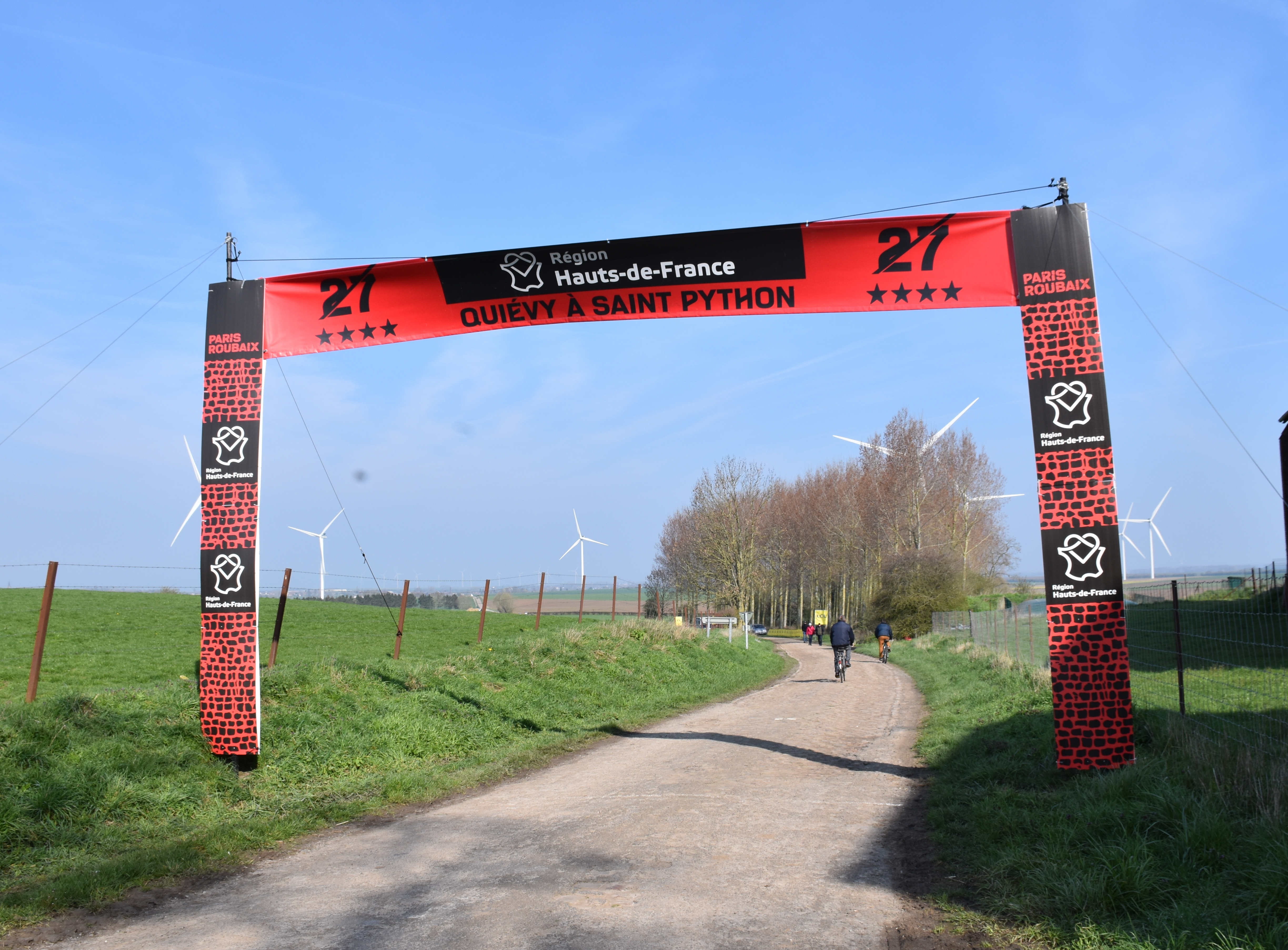
Ende Sektor Quiévy à Saint-Python